# ۱۳۶۱ (خورشیدی)
سال ۱۳۶۱ هجری خورشیدی، سالی عادی است.

## رویدادها
- ۳ خرداد - بازپس‌گیری خرمشهر (جنگ ایران و عراق).
- ۲۳ تیر - آغاز عملیات رمضان برای دستیابی و تصرف بصره.
- ۱۰ مرداد - سالروز بنیانگذاری دانشگاه آزاد اسلامی و نخستین دانشگاه آن دانشگاه آزاد اسلامی واحد تهران مرکزی.
- ۱۵ مرداد - عملیات ثارالله در قصر شیرین توسط سپاه پاسداران انقلاب اسلامی.[۱]
- ۲۴ آذر - صدور فرمان هشت‌ماده‌ای سید روح‌الله خمینی، پیرامون حفظ حریم خصوصی افراد.
- ۱۸ بهمن - آغاز عملیات والفجر مقدماتی برای دستیابی به شهر العماره عراق.

## زادروزها
- ۱۶ فروردین - اردلان آشتیانی، بازیکن فوتبال
- ۱۰ اردیبهشت - بهادر عبدی، بازیکن فوتبال
- ۱۳ اردیبهشت - نفیسه روشن، بازیگر
- ۲۴ اردیبهشت - امین متوسل‌زاده، فوتبالیست
- ۳۰ اردیبهشت - سهیل مستجابیان، بازیگر
- ۱۰ خرداد  - حامد عسکری، مجری تلویزیون، شاعر، نویسنده
- ۳۰ خرداد - مصطفی زمانی، بازیگر
- ۳۰ خرداد - یاسر بختیاری، خواننده رپ
- ۵ خرداد - وحید طالب لو، دروازه‌بان تیم ملی فوتبال ایران
- ۴ مرداد - سیروان خسروی، خواننده، آهنگساز و تنظیم‌کننده ایرانی
- ۲۱ مرداد - نجمه آبتین، کماندار
- ۲۸ شهریور - امیر شاپورزاده، بازیکن تیم فوتبال استیل‌آذین
- ۷ مهر - مجید خراطها، خواننده
- ۶ آبان - سینا سرلک، خواننده
- ۱۴ آبان - امیرحسین آرمان، بازیگر
- ۱۵ آبان - احسان علیخانی، مجری و تهیه کننده
- ۲۱ آبان - بیتا سحرخیز، بازیگر
- ۲۱ آبان - هیلا اکرانی، بازیگر
- ۱ دی - محمد صادق دهنادی، نویسنده، شاعر و روزنامه‌نگار
- ۳ دی - هادی پاکزاد، خواننده و ترانه‌سرای سبک موسیقی آلترنتیو راک
- ۵ دی - محمدرضا رهبری، بازیگر
- ۲۲ دی - نگار جواهریان، بازیگر
- ۱۹ بهمن - حامد همایون، خواننده
- ۱۵ اسفند - آندرانیک تیموریان، بازیکن تیم ملی فوتبال ایران
- امید کوکبی دانشجوی دکترای فیزیک اتمی در دانشگاه تگزاس آمریکا و زندانی سیاسی در ایران
- روح الله متفکر آزاد - سیاستمدار ایرانی

## مرگ‌ها
- ۶ فروردین - ادیب خوانساری، خواننده
- ۳۰ تیر - عباس دوران، خلبان
- ۲۴ شهریور - صادق قطب زاده، سیاست‌مدار
- ۴ مهر - رضا مافی، خوشنویس
- ۲۳ مهر - عطاءالله اشرفی اصفهانی، روحانی شیعه
- ۴ آذر - محمود ثنایی، شاعر
- ۹ اسفند - منیر وکیلی، خواننده و بازیگر
- ۱۵ اسفند - حسینقلی مستعان، نویسنده